# José Ignacio Zahínos
José Ignacio Zahínos Sánchez (Madrid, 1º dicembre 1977) è un ex calciatore spagnolo, di ruolo centrocampista.

## Caratteristiche tecniche
In attività era un centrocampista difensivo, a volte utilizzato come difensore centrale.